# Phaonia atrocyanea
Phaonia atrocyanea este o specie de muște din genul Phaonia, familia Muscidae, descrisă de Ringdahl în anul 1916. Conform Catalogue of Life specia Phaonia atrocyanea nu are subspecii cunoscute.